# Jelenino (przystanek kolejowy)
Jelenino – przystanek osobowy w Jeleninie w Polsce, w województwie zachodniopomorskim, w powiecie szczecineckim, w gminie Szczecinek.
W roku 2017 przystanek obsługiwał 0–9 pasażerów na dobę.

## Połączenia
- Drawsko Pomorskie
- Runowo Pomorskie
- Stargard
- Szczecin
- Szczecinek